# اگراهرا، هلالکر
اگراهرا، هلالکر (به انگلیسی: Agrahara, Holalkere) یک روستا در هند است که در کارناتاکا واقع شده‌است.